# Фронт за демократию в Бурунди

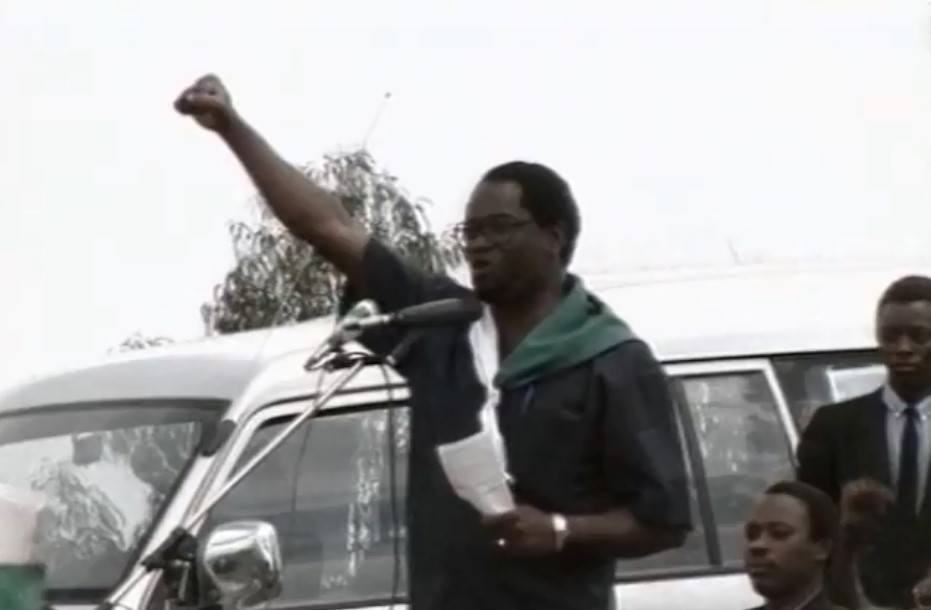
Ндадайе на митинге ФРОДЕБУ

«Фронт за демократию в Бурунди» («Демократический фронт Бурунди», англ. Front for Democracy in Burundi, FRODEBU, фр. Front pour la Démocratie au Burundi, FRODÉBU) — прогрессивная (левая) партия в Бурунди, представляющая преимущественно население хуту.
Сформирована в 1986 году сторонниками Мельхиора Ндадайе из числа членов марксистской Рабочей партии Бурунди (англ. Burundi Worker's Party, фр. Parti des travailleurs du Burundi, рунди Umugambwe wa'Bakozi Uburundi, UBU). Последняя была основана в августе 1979 года, пребывала на нелегальном положении и опиралась на беженцев из Бурунди, находившихся на территории Руанды. Мельхиор Ндадайе был одним из её виднейших лидеров. ФРОДЕБУ стала легальной политической партией только в 1992 году.
В 1993 году пришла к власти, выиграв парламентские и президентские выборы, после убийства её лидера Ндадайе, избранного президентом страны, и авиакатастрофы его преемника Сиприена Нтарьямиры, была втянута в гражданскую войну между хуту и тутси в Бурунди.
На парламентских выборах 2005 года партия получила 21,7 % голосов избирателей и 30 из 118 мест в Национальной ассамблее, став главной оппозиционной партией. ФРОДЕБУ вышла из парламента 21 февраля 2008 года, протестуя против попытки правящей партии удалить Элис Нзомукунду с поста вице-президента Национальной ассамблеи. От партии откололась фракция ФРОДЕБУ-Ньякури («Истинная»). В то время, как основная партия бойкотировала выборы 2010 года, Ньякури получила 5 мест в парламенте.
Консультативный член Социнтерна.

## Главы партии
- Мельхиор Нгезе Ндадайе (1986—1993)
- Сильвестр Нтибантунганья (1993—1995)
- Жан Минани (1995—2005)
- Леонс Нгендакумана (с 2005)